# Brama di vivere
Brama di vivere (Lust for Life) è un film del 1956 diretto da Vincente Minnelli, basato sulla vita del pittore olandese Vincent van Gogh, a partire dall'omonimo romanzo di Irving Stone.

## Trama
Vincent van Gogh  è un giovane predicatore con una forte passione per la storia dell'arte, il disegno e la pittura. Nonostante sia considerato negato dalle autorità religiose, viene mandato ad officiare tra i minatori della regione belga del Borinage. Qui, tra mille difficoltà e vivendo la loro vita triste e durissima, scopre la propria definitiva passione per la pittura e si getta a capofitto nell'impresa.
Viene così indirizzato da un cugino pittore che vive a L'Aia, Anton Mauve, il quale gli fornisce i primi colori e consigli tecnici. Vincent si getta nel lavoro con entusiasmo, producendo soprattutto disegni, e conosce anche le prime sofferenze amorose, innamorandosi della cugina Kee la quale lo respinge disgustata, nonostante egli si bruci la mano destra pur di vederla.
Ferito, Vincent si ferma in una taverna dove conosce Christine, una prostituta emarginata, alcolizzata e madre di un bambino, che accetta di diventare la sua compagna e modella. Per breve tempo Vincent sogna di costruire una sua famiglia, ma le difficoltà economiche e la rottura con Mauve lo portano ad abbandonare Christine e a raggiungere la famiglia nel paesino di Nuenen, dove il padre predica.
A Nuenen Vincent prosegue nella propria attività, ritraendo soprattutto volti di contadini locali; ma il suo stile di vita e le sue abitudini gli attirano ben presto il risentimento dei suoi, costringendolo ad una nuova partenza, stavolta per Parigi, dove già vive e lavora suo fratello Theo, dal quale verrà finanziato.
A Parigi scopre i musei, e visita le mostre d'arte contemporanea: guardando i pittori impressionisti prova grande ammirazione ma, secondo il suo parere, non riesce ad eguagliarli. Nonostante tutto continua a lavorare, e successivamente incontra, grazie al fratello (col quale la convivenza è durissima a causa dei caratteri opposti), i maestri dell'avanguardia pittorica: Pissarro, Seurat, Bernard ma soprattutto Gauguin, col quale stringe subito amicizia e che lo convince a trasferirsi al sud per avere più luce nelle sue tele.
Vincent così si reca ad Arles, nel sud della Francia, dove dipinge sino allo stremo, arrivando a rimanere anche senza cibo e senza un tetto: viene sfrattato, e solo grazie all'interessamento del postino Roulin riesce a trovare a poco prezzo un nuovo alloggio più spazioso. Anche in questo periodo il fratello Theo lo sovvenziona, in quanto Vincent non riesce a vendere i suoi quadri. Dopo alcuni mesi Paul Gauguin raggiunge Van Gogh, dopo il soggiorno in Bretagna, ma la convivenza è oltremodo difficile, soprattutto a causa della diversità di vedute su arte e artisti e sugli stili di vita differenti. Dopo l'ennesimo litigio e le minacce di Van Gogh, Gauguin se ne va. Vincent, addolorato e di nuovo solo, in preda al dolore si recide l'orecchio sinistro e viene ricoverato in manicomio.
Qui continua a dipingere, sia nell'ospedale che all'esterno accompagnato da un infermiere, ma è ancora insoddisfatto dei propri lavori. Nel frattempo, la critica sembra accorgersi di lui, e Theo conosce un medico, il dottor Gachet, che potrebbe riuscire a curare il fratello.
Vincent dunque lascia il manicomio, e dopo una breve sosta a Parigi raggiunge il paesino di Auvers-sur-Oise dove vive il medico. Dopo un primo dialogo edificante con lui, Van Gogh confida a Theo che nemmeno Gachet potrà alleviargli la malinconia. Nonostante tutto, egli continua a lavorare selvaggiamente, producendo una tela al giorno se non due. Ma in preda all'ennesima crisi nervosa, si spara mentre dipinge un campo di grano sorvolato da corvi minacciosi. Morirà due giorni dopo nel proprio letto e con la pipa in bocca, assistito dal disperato Theo.

## Riconoscimenti
- 1957 - Premio Oscar
  - Miglior attore non protagonista a Anthony Quinn
  - Candidatura Miglior attore protagonista a Kirk Douglas
  - Candidatura Migliore sceneggiatura non originale a Norman Corwin
  - Candidatura Migliore scenografia a Cedric Gibbons, Hans Peters, E. Preston Ames, Edwin B. Willis e F. Keogh Gleason
- 1957 - Golden Globe
  - Miglior attore in un film drammatico a Kirk Douglas
  - Candidatura Miglior film drammatico
  - Candidatura Migliore regia a Vincente Minnelli
  - Candidatura Miglior attore non protagonista a Anthony Quinn
- 1956 - National Board of Review Award
  - Migliori dieci film
- 1956 - New York Film Critics Circle Award
  - Miglior attore protagonista a Kirk Douglas

Il film ha ricevuto quattro candidature ai Premi Oscar 1957, vincendo il premio per il miglior attore non protagonista con Anthony Quinn. Il protagonista Kirk Douglas, candidato a sua volta ma sconfitto da Yul Brynner che ricevette il premio per Il re ed io, vinse  invece il Golden Globe per il miglior attore in un film drammatico.